# Il pennello del ponte sul Curone
Il pennello del ponte sul Curone è un dipinto a olio su cartoncino del pittore italiano Giuseppe Pellizza da Volpedo, realizzato nel 1892, e dal luglio 2020 è conservato nello studio-museo del pittore a Volpedo (AL).

## Storia e descrizione
L'artista indica la data sul retro “ottobre 1882” e, ad essa, aggiunge ‘prima opera divisionistica'.
Da ciò si deduce l'importanza storica e artistica dell'opera che rappresenta in assoluto la prima prova divisionista di Pellizza da Volpedo che, su invito dell'amico e collega Plinio Nomellini, sperimenta la tecnica del Divisionismo di cui poi diventerà una dei maggiori interpreti con capolavori, quali Il quarto stato.
L'opera è stata esposta nel 2013 a Volpedo e nel 2017 a Seravezza (LI).